# Phytophthora erythroseptica
Phytophthora erythroseptica là một sinh vật gây bệnh cho cây. Nó gây bệnh cho khoai tây (Solanum tuberosum) khiến củ chuyển màu hồng và hỏng lá. Nó cũng làm hỏng lá và rễ các loài tuy líp (Tulipa).

## Hình ảnh

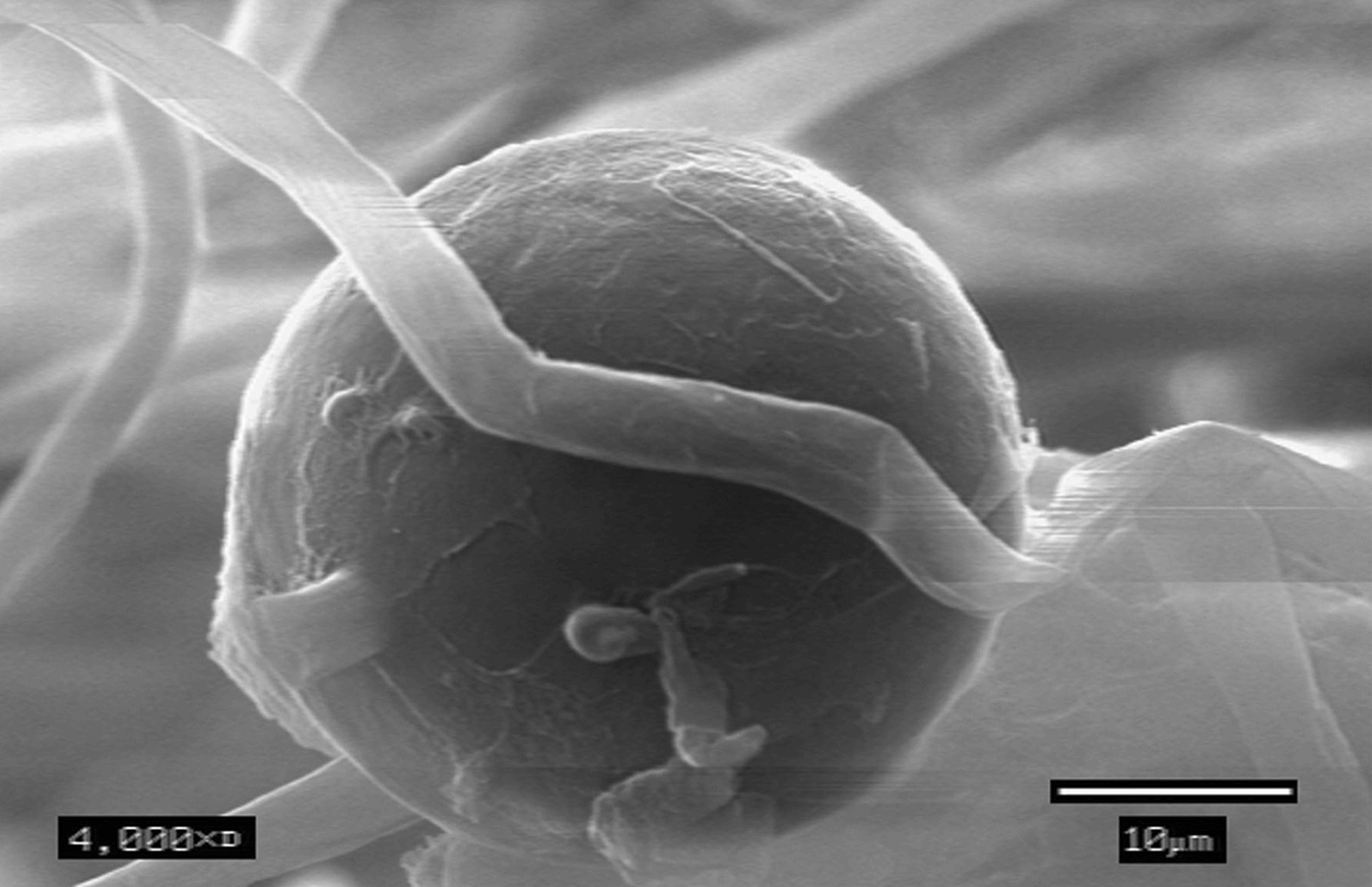
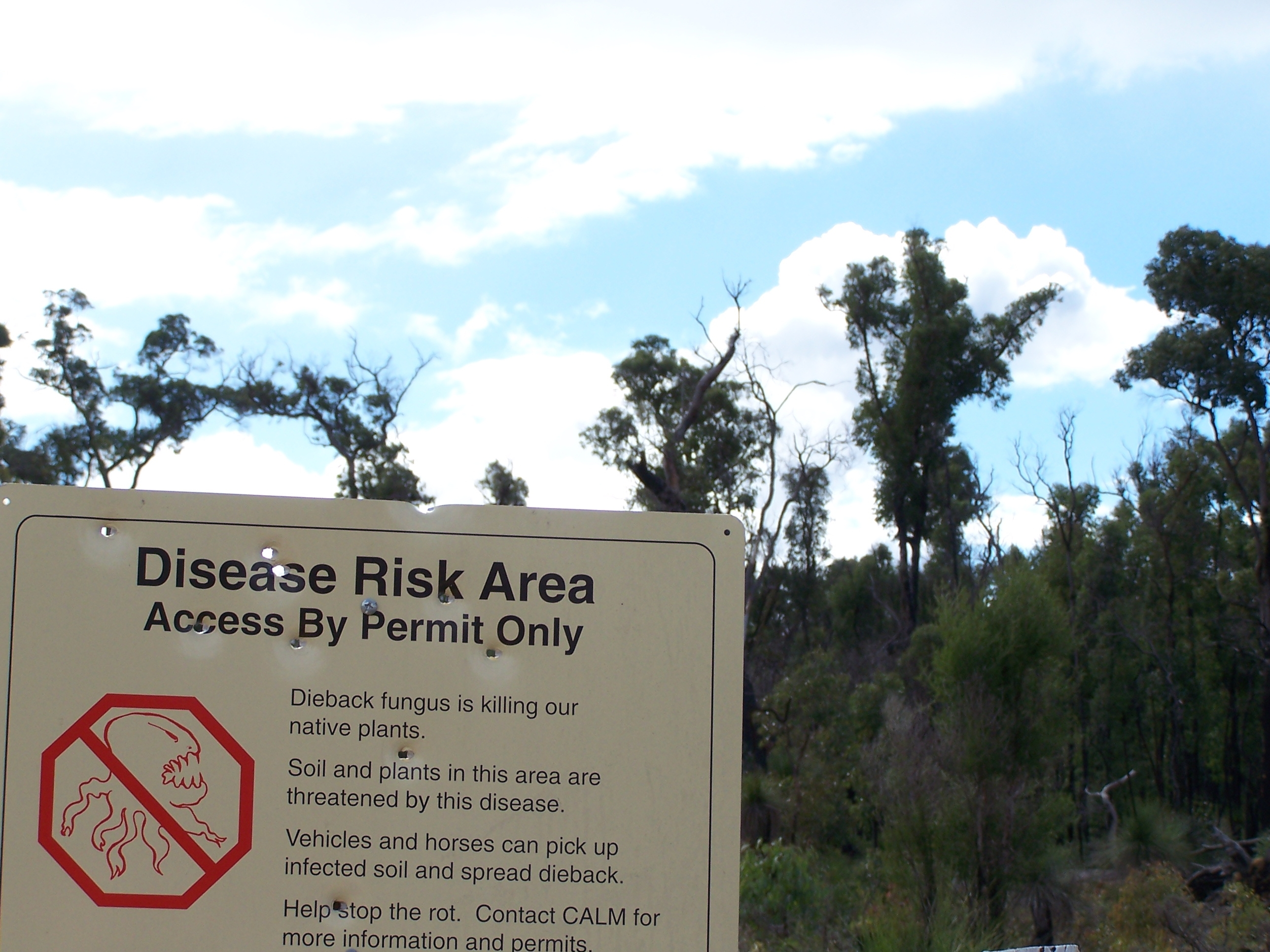
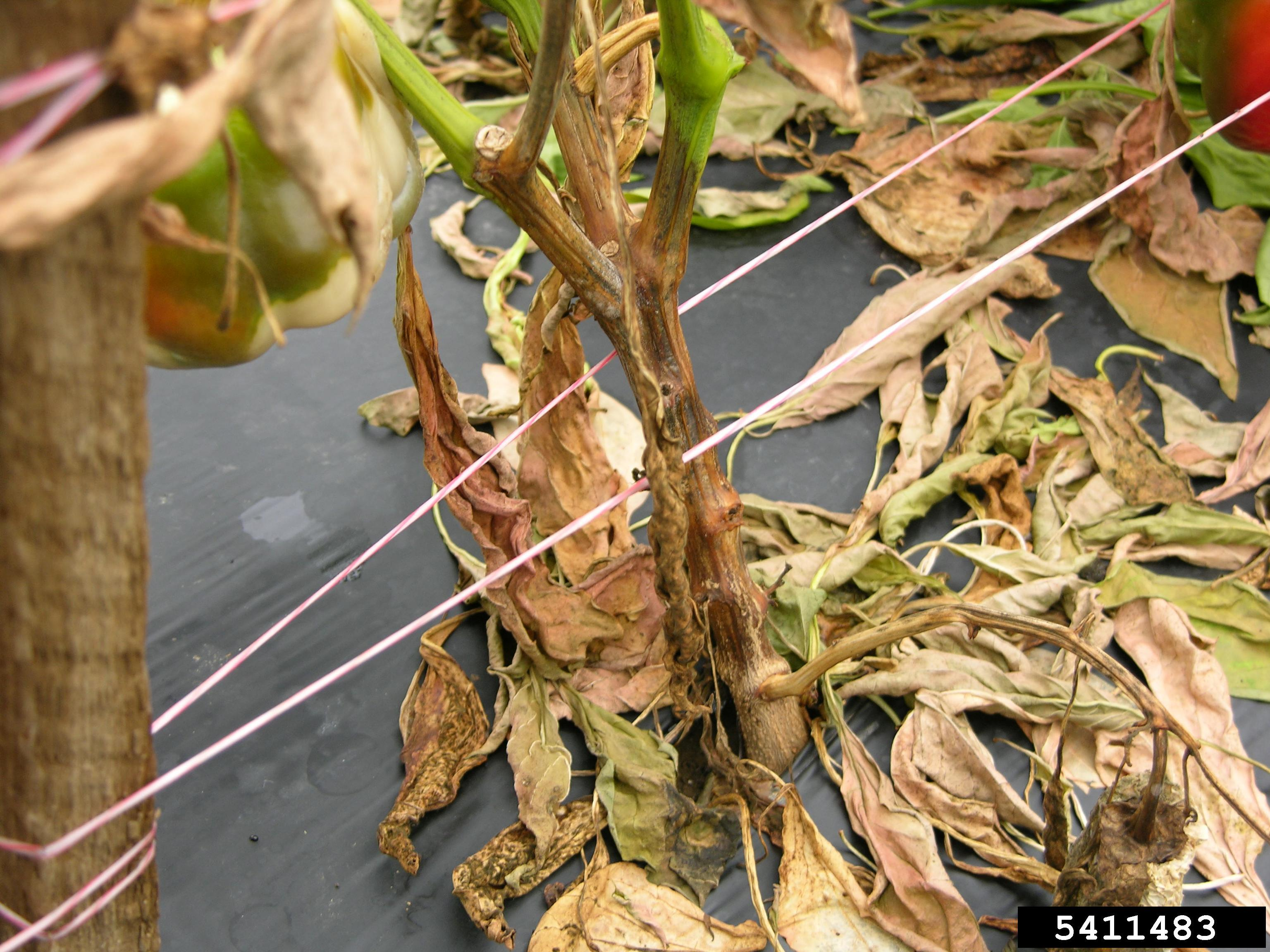
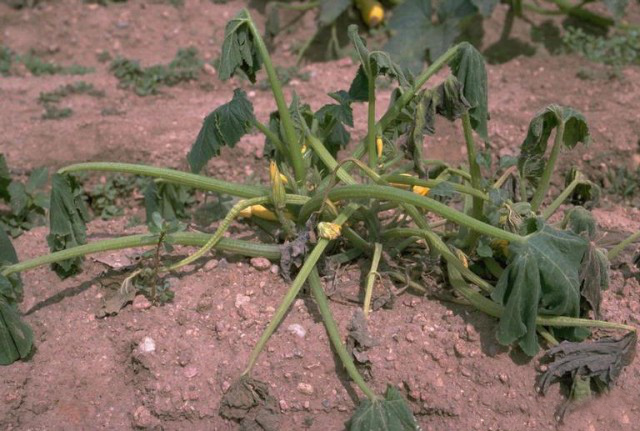